# 呼吸 (アルバム)
呼吸（こきゅう）は稲田光穂のインディーズ2枚目、および稲田光穂名義の最初のアルバムである。2005年11月4日（いいよの日）にリリースしたミニアルバム。
発売元は自身のレーベルであるtocotoco records。

## 内容
- CDアルバムとしては前作「青空」から約3年の時を経てリリース。
- 歌詞にですます調が多くみられ、自らリスペクトしていると公言しているはっぴいえんど風の歌詞が多いのが特徴。
- 収録曲は「揺れるよ」以外の楽曲は既にライブやラジオ番組で何度も披露していた楽曲であったが、今まで音源化の目処が立たなかったものを中心に収録している。
- しかし、結果的に最後のjunior size音源となった青いナイフは未収録である。
- 最も出来た時期が古いのは「負け犬」と「花」で前作「青空」のリリース直後にはライブで披露されていた楽曲である。
- また、プロモーションでは最も多く「花」が使われ、有線の推奨曲やFM横浜のYOKOHAMA MUSIC AWARDにもエントリーされていた。
- Bonus Trackには、かねてから務めていたお茶犬のCM楽曲の完成版が収められている。

## 収録曲
1. 呼吸
最初にサビが出来てそこから膨らませた曲。本人も語っているとおり、この曲が改名のきっかけとなった。本作の帯にはこの曲の導入部がそのまま引用されている。
2. キャッチボール
この作品では唯一のアップテンポな楽曲。歌詞はですます調を使用し松本隆の影響が濃く見られる作品。
3. 負け犬
ライブではよく披露されていたが、今まで音源化されていなかった楽曲。ラジオ番組等で歌うことも多い。
4. アネモネ
本人曰く「未練タラタラの歌」。
5. 耳打ち
テンポチェンジや転調の多い稲田の楽曲では珍しいタイプの楽曲。「古川けんぢと小島麻子のブロードバンド!ニッポン」では絶賛される。
6. 揺れるよ
元々は誰かに歌ってもらうために作った楽曲。その為にこのアルバム発売後のワンマンまでは一度もライブで披露されたことがない曲だった。mF247で2006年3月8日より無料配信されている。
7. 花
友人の結婚式のために作られた楽曲。前作青空発売直後にライブやラジオで弾き語りされていた曲。その頃から音源化が待ち望まれていた。ラジオプロモーションでは最も歌われた曲。有線でリクエストすれば聴くことも出来る。
8. きみの存在(Bonus Track)
セガトイズお茶犬TVCM曲のAlbum Versionとして収録された。発売直前まで「おまけ」として何かが付くと公表されていたシークレットトラック。本物のシークレットトラック風に前半は数秒無音でもう一度部屋に戻ってくるかのような演出で曲が始まる。これまでにお茶犬の歌は数曲作っているが、稲田自身の手で歌唱し、CD化されているものはこの曲だけである。

- 作詞:稲田光穂(#1～8)
- 作曲:稲田光穂(#1～8)